# Вальсдорф (Баварія)
Вальсдорф (нім. Walsdorf) — громада в Німеччині, розташована в землі Баварія. Підпорядковується адміністративному округу Верхня Франконія. Входить до складу району Бамберг. Складова частина об'єднання громад Штегаурах.
Площа — 16,22 км2. Населення становить 2596 ос. (станом на 31 грудня 2020).

## Галерея

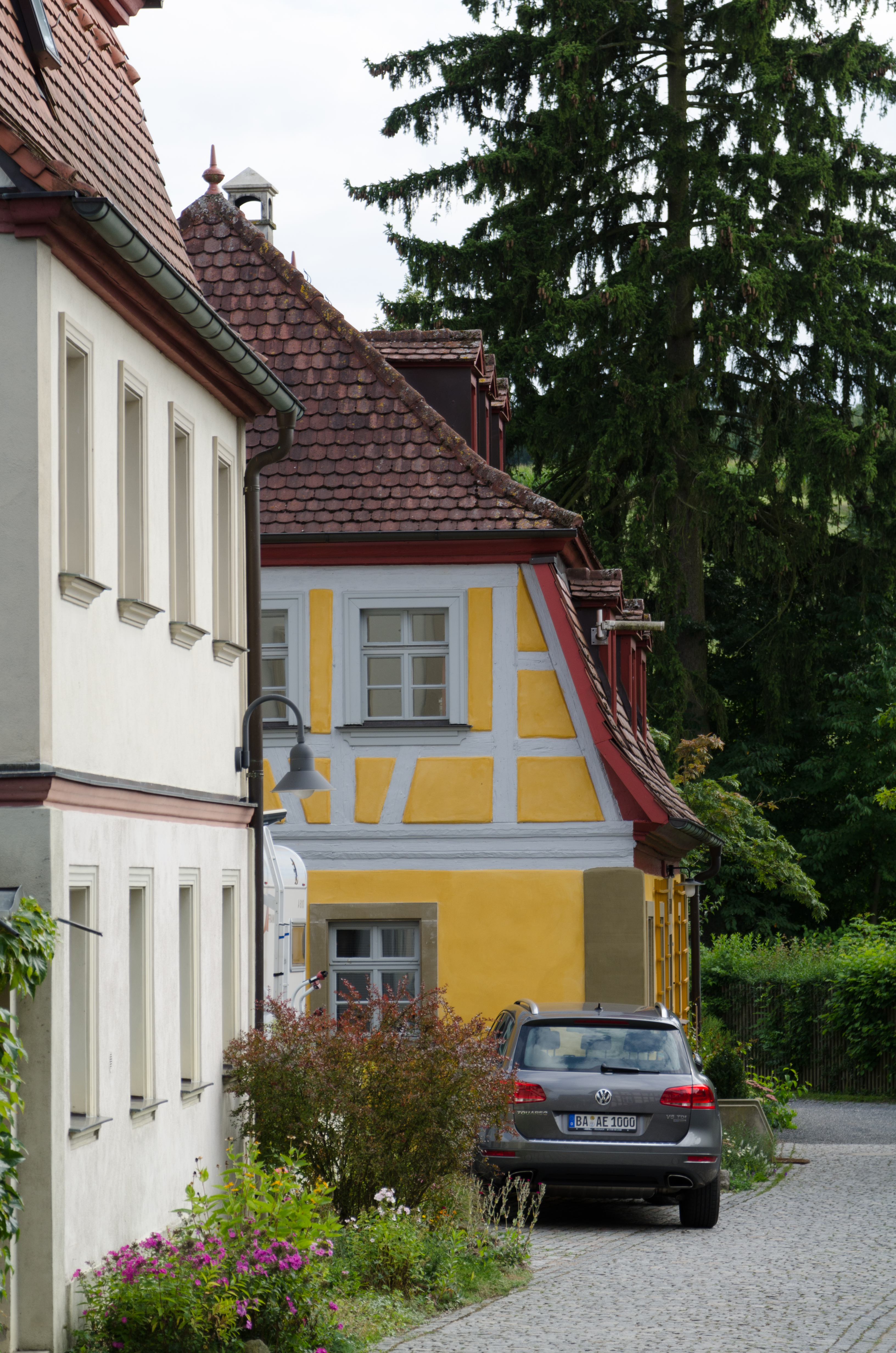
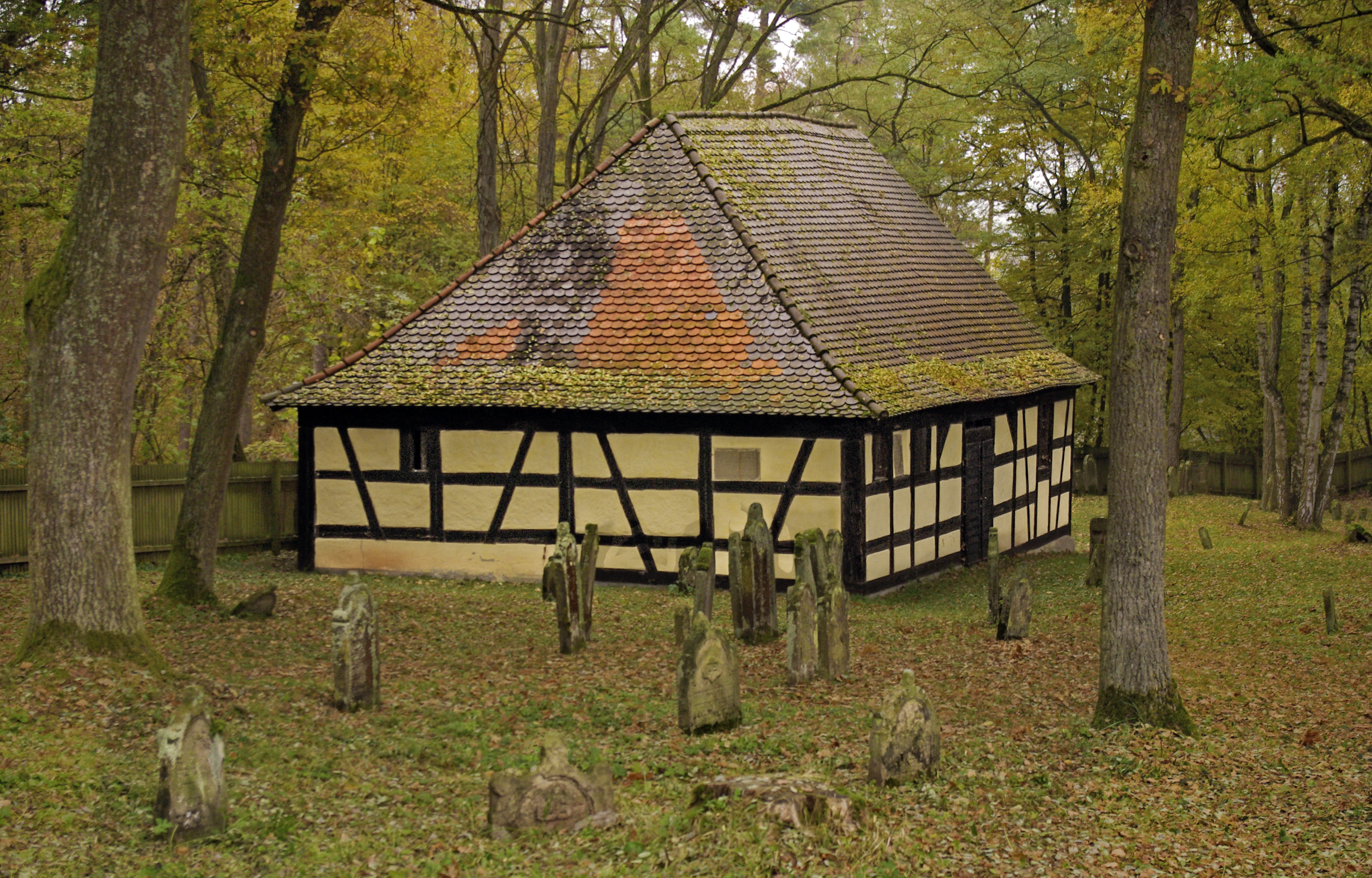
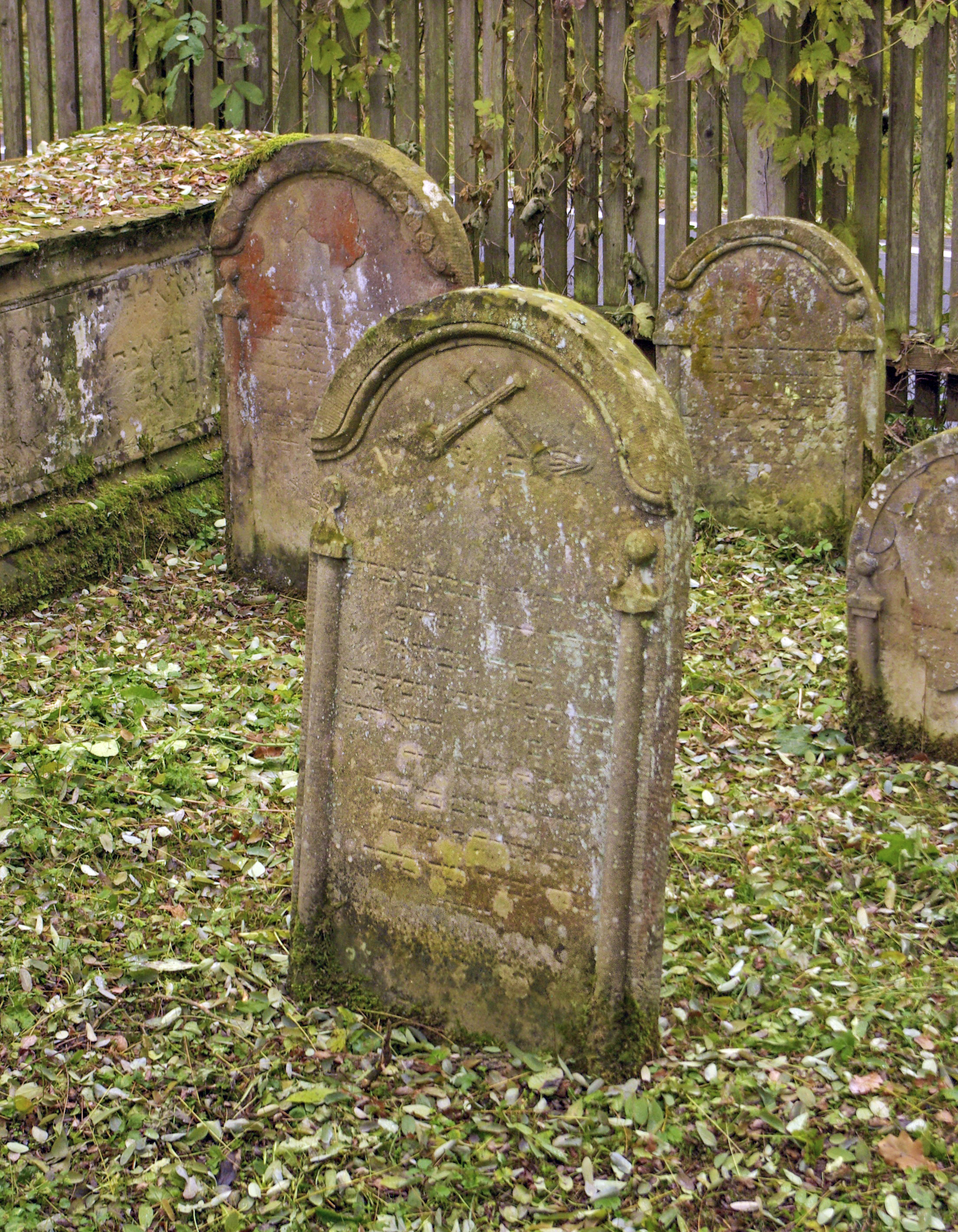
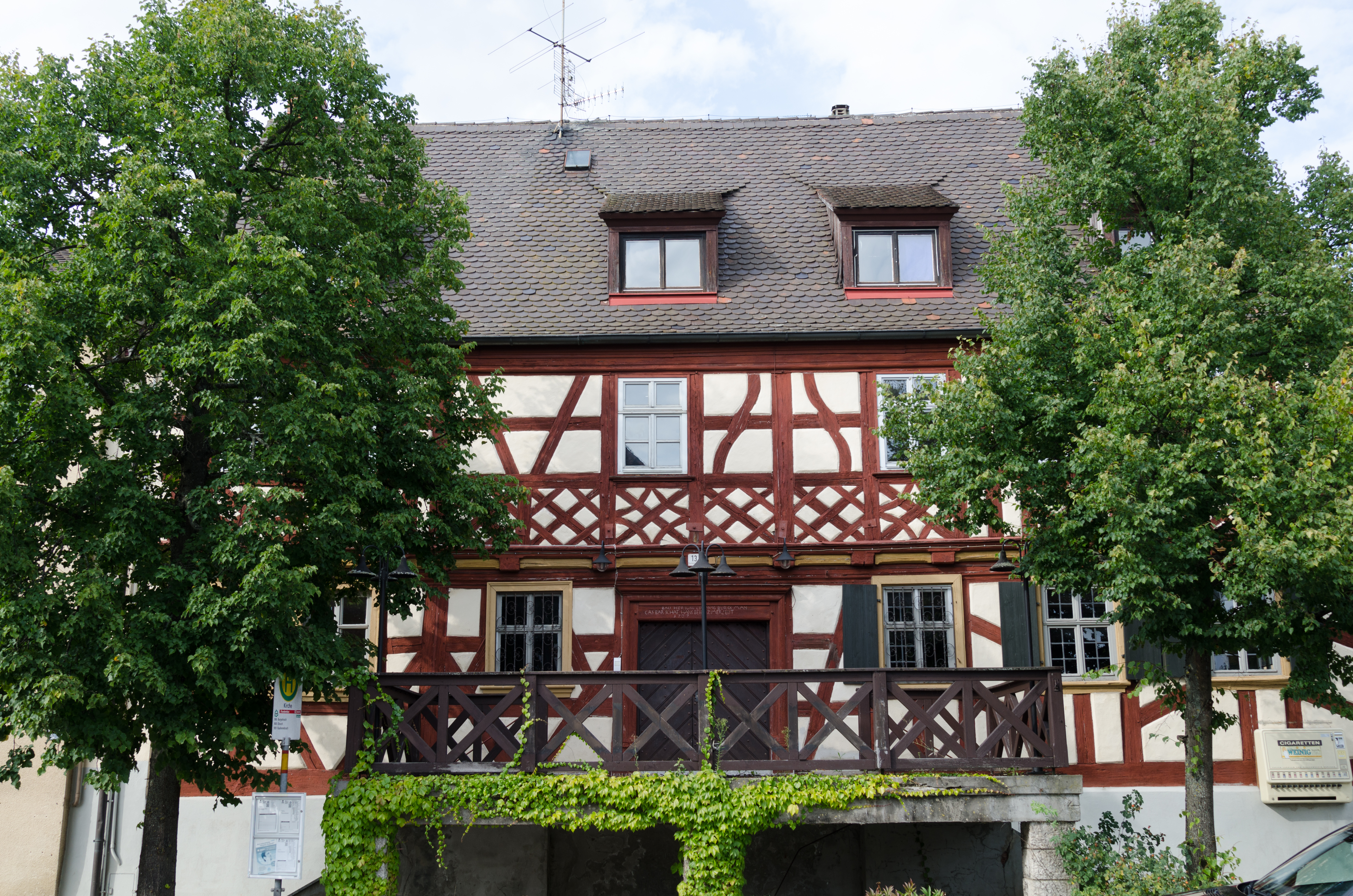
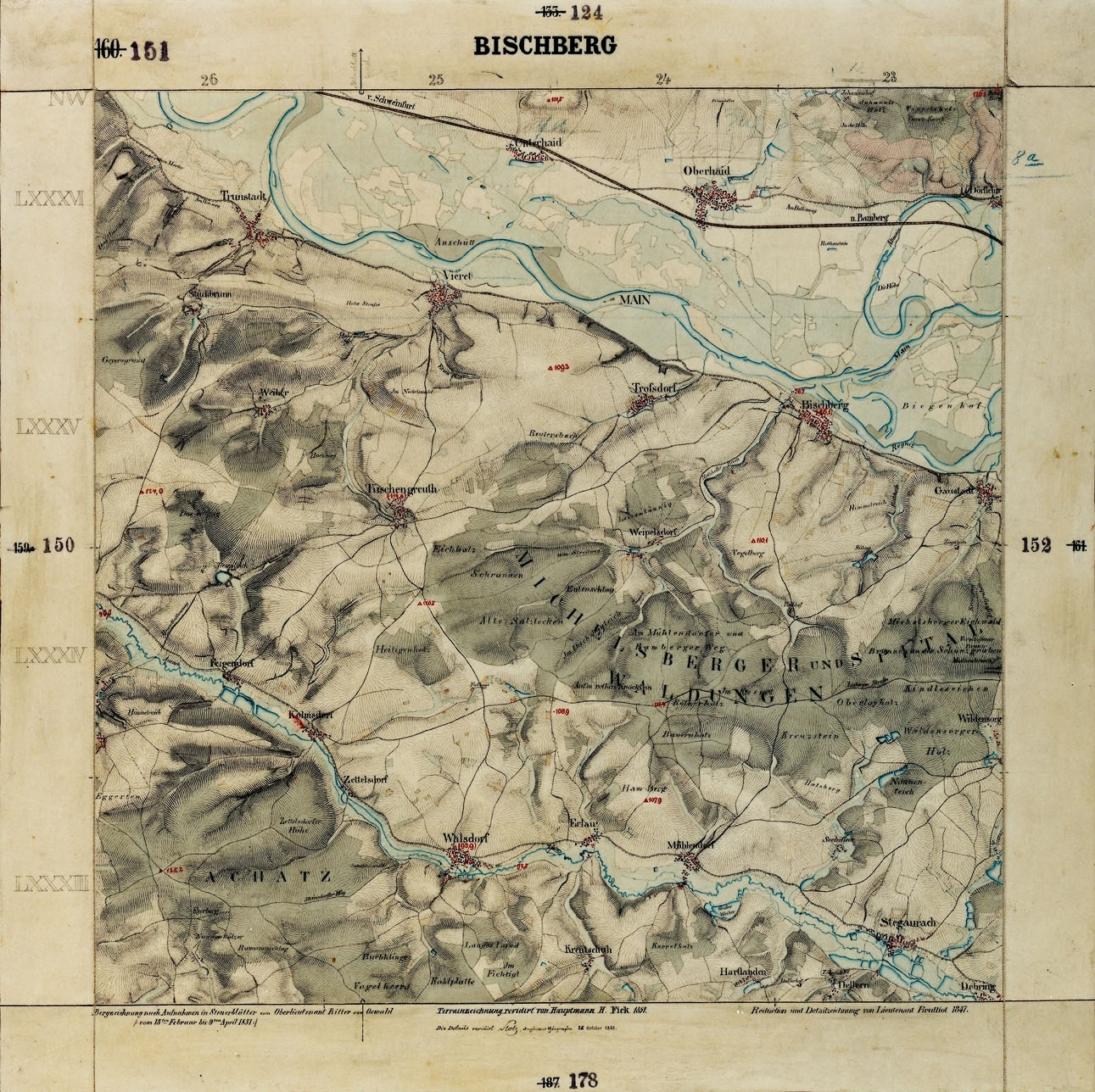
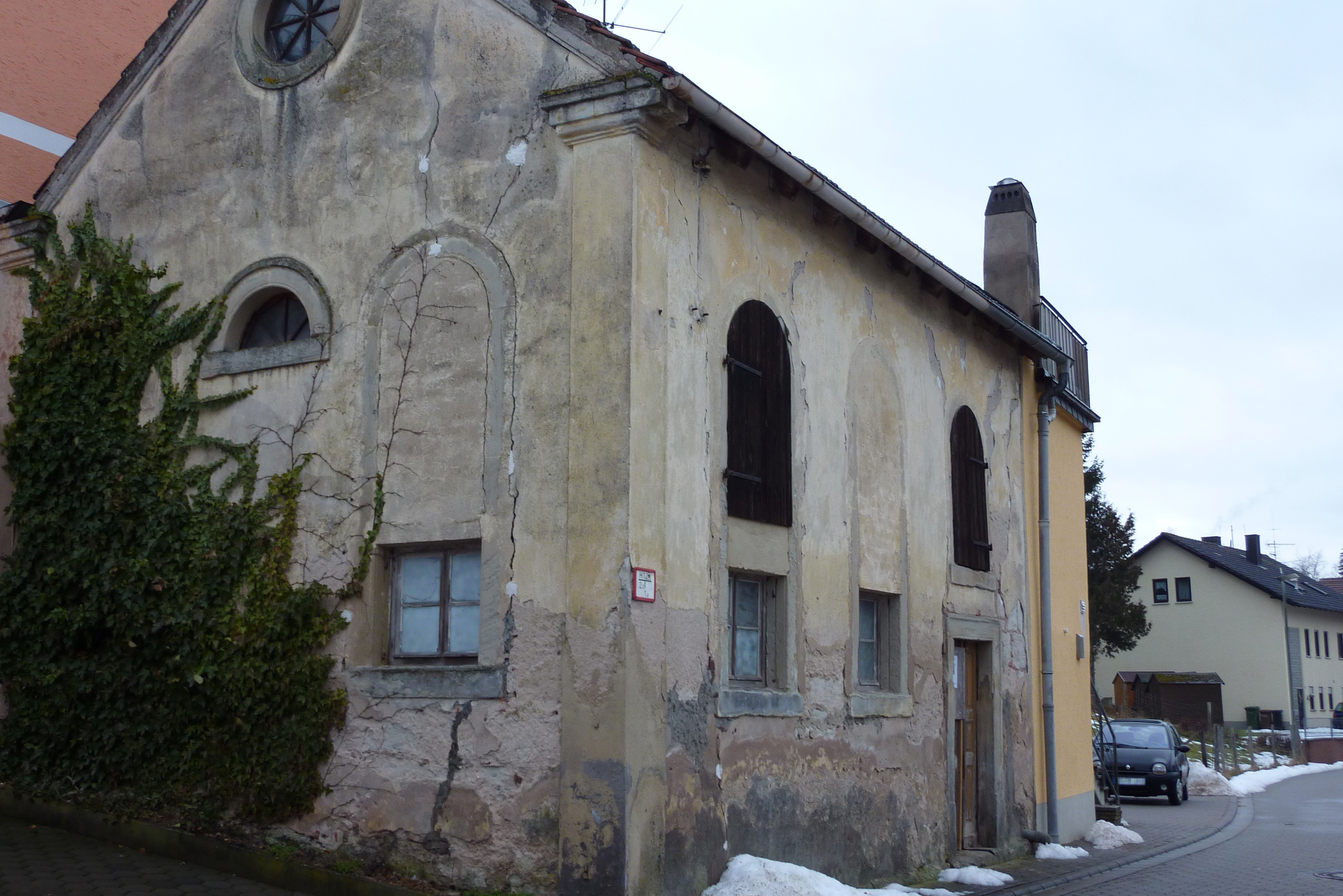

## Географії

### Адміністративний поділ
Громада  складається з 5 районів:
- Ерлау
- Файгендорф
- Гетцентенніг
- Кольмсдорф
- Цеттельсдорф